# Clometacina
La clometacina  è un farmaco avente attività antinfiammatoria introdotto in Francia e successivamente in altri paesi europei a partire dal 1971.

## Caratteristiche strutturali e fisiche
La clometacina è un analgesico strutturalmente simile all'indometacina.

## Farmacocinetica
Il farmaco viene rapidamente escreto nelle urine e nelle feci.
Nel ratto oltre l'85% del farmaco viene escreto immodificato.
Uno dei metaboliti, l'acido 1-(2-metil-3-p-cloro fenilcarbinol-6-idrossi) indolacetico è escreto esclusivamente per via renale. Nelle scimmie e nell'uomo la clometacina non viene metabolizzata.
L'eliminazione urinaria nella scimmia varia dall'80% al 90% del farmaco somministrato, mentre nell'uomo la percentuale di escrezione per via urinaria è decisamente più bassa (dal 14% a 33%). L'escrezione urinaria è rapida (più dell'80% entro le prime 24 ore).
Il legame della clometacina alle proteine plasmatiche, ed in particolare alla albumina cui si lega a diversi siti, raggiunge la percentuale del 99% ai livelli terapeutici.

## Usi clinici
La clometacina è indicata per alleviare dolori acuti post-operatori, traumatici, o reumatici.

## Effetti collaterali
Effetti collaterali relativamente comuni sono gastralgia, nausea, vomito e vertigini.
In corso di trattamento con clometacina sono stati osservati casi di epatiti acute o croniche di tipo citolitico o misto, colangiti e pericolangiti.
I soggetti che sviluppano epatite sono tendenzialmente anziani, e fra essi la predominanza del sesso femminile è notevole.
La presenza di una serie di autoanticorpi (anti-muscolo liscio, anti-actina, anti-nucleo, anti-DNA nativo) ha fatto ritenere che la clometacina determini lo sviluppo in alcuni soggetti di una sindrome molto simile alla epatite autoimmune cronica attiva (epatite lupoide)
In letteratura sono stati inoltre segnalati casi di insufficienza renale reversibile, di trombocitopenia, di anemia emolitica, di porpora e di orticaria.

## Controindicazioni e precauzioni d'uso
L'uso del farmaco è controindicato nei pazienti allergici alla clometacina e all'indometacina, nei bambini, nelle donne gravide o durante il periodo di allattamento.
La clometacina è inoltre controindicata nei pazienti con anamnesi positiva per epatopatia ed in tutti quei soggetti nei quali si abbia ragione di credere l'esistenza di lesioni epatiche o renali in atto.
Tutti i pazienti che si trovano in situazione di ipoperfusione renale presentano una probabilità più elevata di sviluppare insufficienza renale acuta in corso di terapia con clometacina.
Per tale motivo durante la somministrazione di clometacina è consigliabile mantenere una diuresi sufficiente e sorvegliare attentamente le funzioni renali.

## Interazioni
È sconsigliata l'associazione sia con antinfiammatori non steroidei, che presentano gli stessi effetti nocivi sul rene, sia con sali di litio.